# 科利吉-克朗德兰
科利吉-克朗德兰（法語：Colligis-Crandelain）是法国皮卡第大区埃纳省的一个市镇，属于拉昂区克拉奥讷县。该市镇2009年时的人口为248人。

## 人口
科利吉-克朗德兰人口变化图示
| 数据来源：INSEE |